# موزه تاریخ گنکو
موزه تاریخ گنکو (به ژاپنی: 元寇史料館) در هاکاتا-کو، فوکوئوکا، شهر فوکوئوکا، ژاپن، ابتدا در سال ۱۹۰۴ افتتاح شد و سپس در سال ۱۹۸۶  به پارک هیگاشی کوئن منتقل شد. این موزه به یادبودهای حمله مغول به ژاپن یا جنگ گنکو و همچنین بوداگرایی نیچیرن اختصاص دارد.

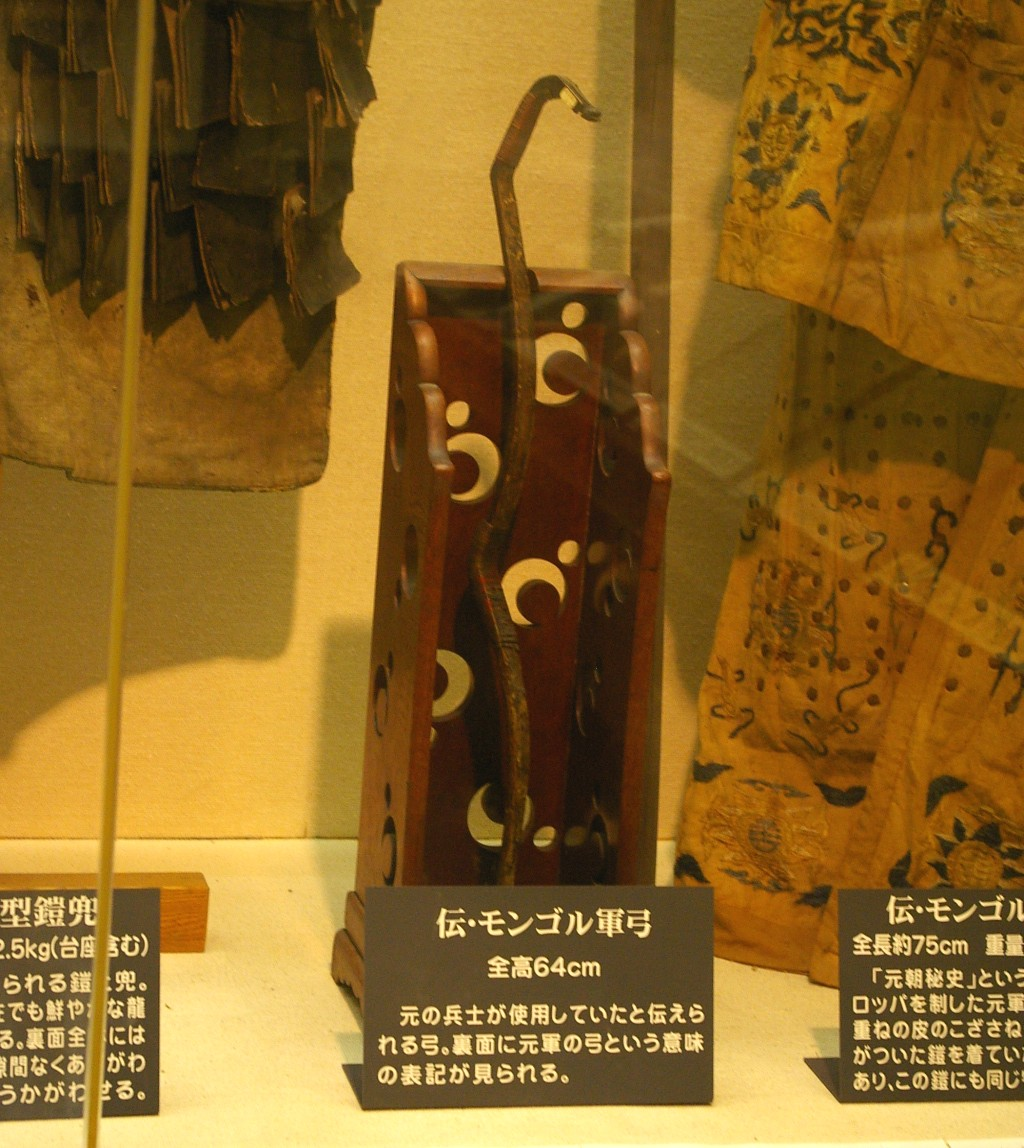
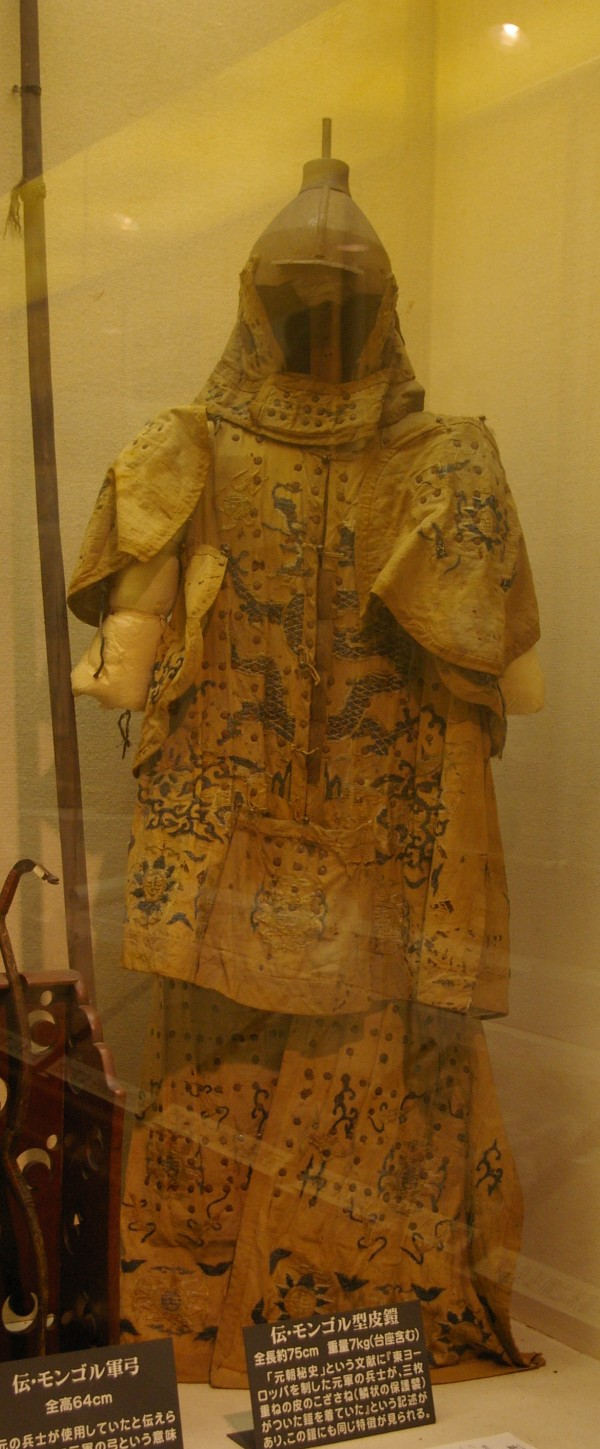
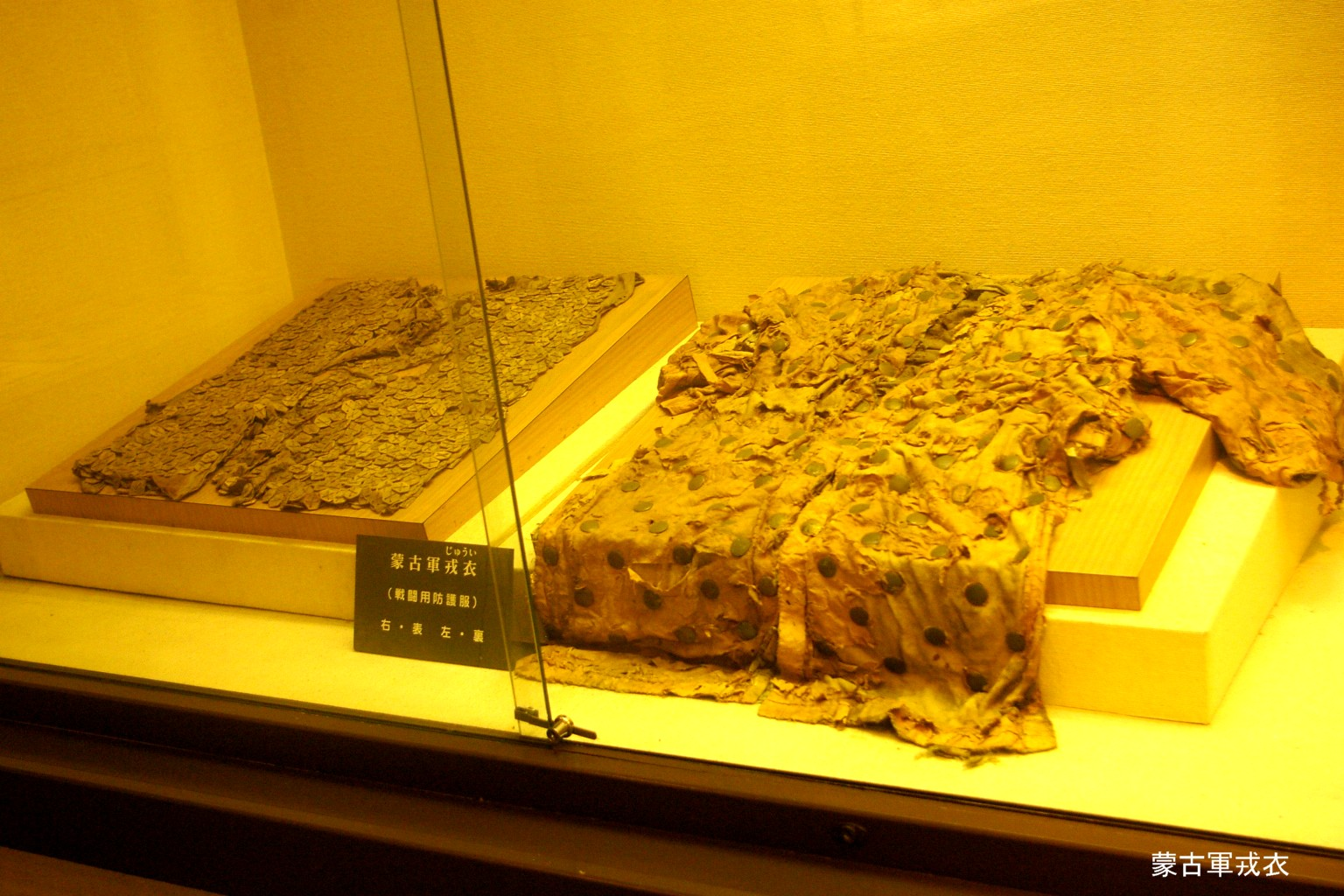
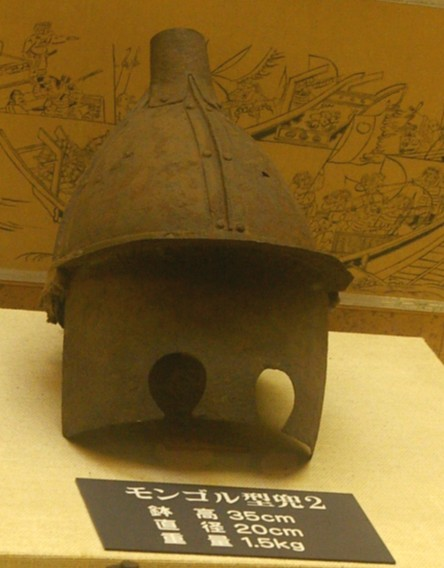
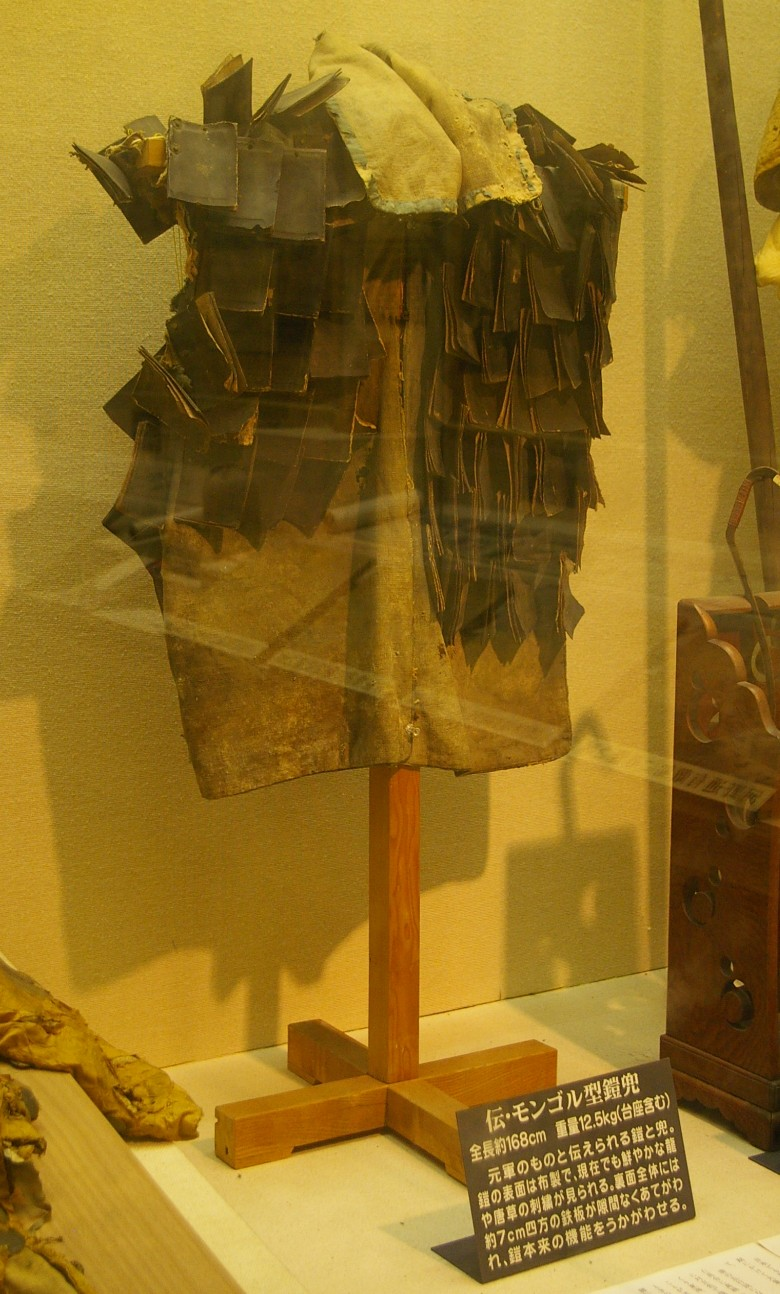
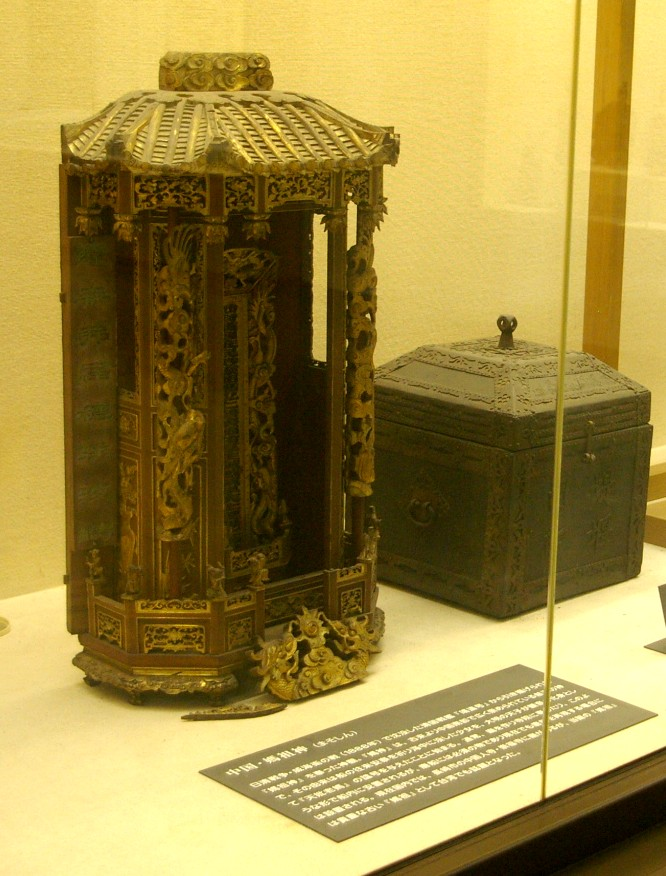
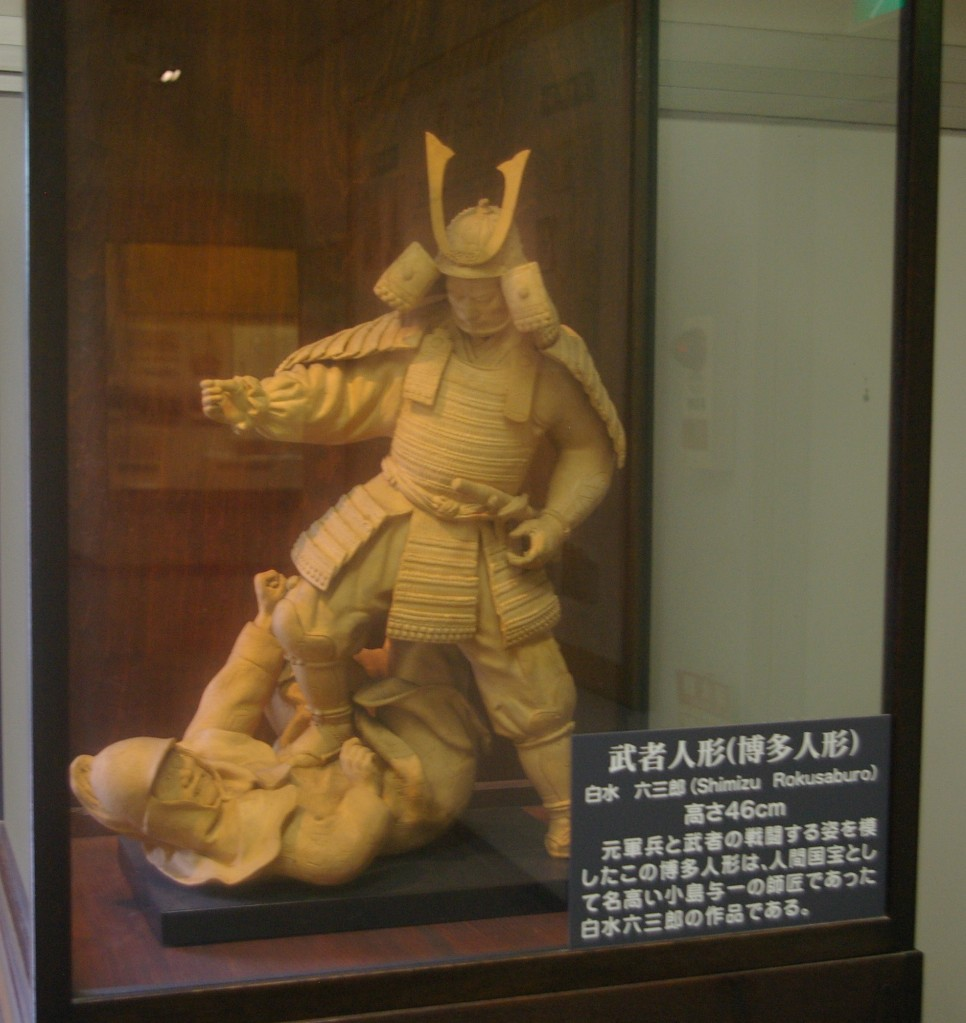